# Käthe Haack

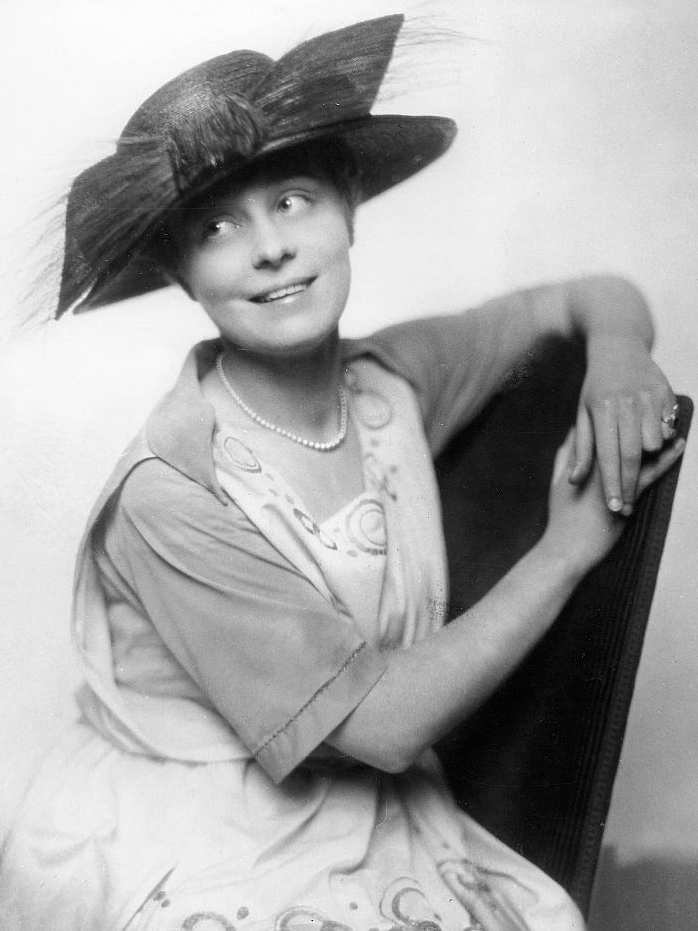
Käthe Haack

Käthe Haack (n. 11 august 1897, Berlin, Imperiul German – d. 5 mai 1986, Berlin, RDG) a fost o actriță de naționalitate germană, câștigătoare a premiului de onoare în cadrul ediției din 1973 a Premiilor Industriei Cinematografice Germane, pentru contribuțiile individuale aduse cinematografiei germane. Născută sub numele de Käte Lisbeth Minna Sophie Isolde Haack, din părinții Karl Wilhelm Paul Haack și Sophie Margarethe Jahn Haack, s-a căsătorit cu Heinrich Schroth, cu care a avut un copil (Hannelore Schroth).

## Filmografie
- 1920 Algol (film)
- 1930 Skandal um Eva
- 1930 Alraune
- 1931 Emil și detectivii
- 1938 The Deruga Case
- 1943 Münchhausen
- 1952 No Greater Love
- 1952 The Smugglers' Banquet
- 1968 Death and Diamonds
- 1973 The Pedestrian
- 1977 Grete Minde